# Балківська сільська рада (Барський район)
Балківська сільська́ ра́да — адміністративно-територіальна одиниця та орган місцевого самоврядування в Барському районі Вінницької області. Адміністративний центр — село Балки.

## Загальні відомості
- Територія ради: 26,1 км²
- Населення ради: 3 661 особа (станом на 2001 рік)
- Територією ради протікає річка Рів.

## Населені пункти
Сільраді були підпорядковані населені пункти:
- с. Балки
- с. Адамівка
- с. Йосипівці
- с. Окладне
- с. Чемериси-Барські

## Склад ради
Рада складалася з 20 депутатів та голови.
- Голова ради: Чмих Олександр Володимирович
- Секретар ради: Білик Жанна Йосипівна

### Керівний склад попередніх скликань
| Прізвище, ім'я, по батькові  | Основні відомості                                                 | Дата обрання | Дата звільнення |
| ---------------------------- | ----------------------------------------------------------------- | ------------ | --------------- |
| Совестянов Микола Антонович  | Сільський голова, 1947 року народження, безпартійний              | 26.03.2006   | 31.10.2010      |
| Франчук Василь Миколайович   | Сільський голова, 1949 року народження, освіта вища, безпартійний | 31.10.2010   | 05.11.2015      |
| Чмих Олександр Володимирович | Сільський голова, 1973 року народження, освіта вища, безпартійний | 06.11.2015   |                 |

Примітка: таблиця складена за даними сайту Верховної Ради України

### Депутати
За результатами місцевих виборів 2010 року депутатами ради стали:

#### За суб'єктами висування
| Суб'єкт висування                                       | Кількість обраних депутатів | %  |
| ------------------------------------------------------- | --------------------------- | -- |
| Партія регіонів                                         | 12                          | 60 |
| Політична партія Всеукраїнське об'єднання «Батьківщина» | 6                           | 30 |
| Народно-демократична партія (НДП)                       | 1                           | 5  |
| Самовисування                                           | 1                           | 5  |

#### За округами
| № округу                                                | Прізвище, ім'я, по батькові     | Дата визнання обраним | Освіта             | Партійна приналежність                        | Відомості про обраного депутата                                                   |
| ------------------------------------------------------- | ------------------------------- | --------------------- | ------------------ | --------------------------------------------- | --------------------------------------------------------------------------------- |
| Народно-демократична партія (НДП)                       |                                 |                       |                    |                                               |                                                                                   |
| 20                                                      | Мельник Володимир Миколайович   | 02.11.2010            | вища               | член Народно-демократичної партії (НДП)       | відділ Держкомзему у Барському районі, головний спеціаліст юрвідділу              |
| Партія регіонів                                         |                                 |                       |                    |                                               |                                                                                   |
| 1                                                       | Яковлєва Любов Володимирівна    | 02.11.2010            | вища               | позапартійна                                  | Барські районні електромережі, заступник директора з енергозбуту                  |
| 2                                                       | Дратований Григорій Михайлович  | 02.11.2010            | середня            | позапартійний                                 | пенсіонер                                                                         |
| 3                                                       | Кухарчук Олена Йосипівна        | 02.11.2010            | вища               | позапартійна                                  | пенсіонер                                                                         |
| 4                                                       | Хитрук Лариса Вікторівна        | 02.11.2010            | середня            | позапартійна                                  | Балківська сільська рада, землевпорядник                                          |
| 5                                                       | Вітюк Володимир Васильович      | 02.11.2010            | вища               | позапартійний                                 | Барська районна юр консультація, адвокат                                          |
| 6                                                       | Білик Жанна Йосипівна           | 02.11.2010            | вища               | позапартійна                                  | Балківська сільська рада, секретар                                                |
| 7                                                       | Березський Ростислав Феофанович | 02.11.2010            | середня спеціальна | позапартійний                                 | с. Балки, в\ч А 1603, начальник пожежної команди                                  |
| 10                                                      | Карвацька Тетяна Миколаївна     | 02.11.2010            | вища               | позапартійна                                  | Барський НВК «ДНЗ — загальноосвітня школа І-ІІ ст.», завідувач навчальної частини |
| 11                                                      | Костюк Олександр Олександрович  | 02.11.2010            | середня            | позапартійний                                 | с. Окладне сільський клуб, завідувач клубу                                        |
| 13                                                      | Романюк Любомир Яремович        | 02.11.2010            | вища               | член Партії регіонів                          | тимчасово не працює                                                               |
| 14                                                      | Коростій Василь Петрович        | 02.11.2010            | вища               | позапартійний                                 | філія «Барський райавтодор», головний інженер                                     |
| 16                                                      | Баланюк Олег Анатолійович       | 02.11.2010            | середня спеціальна | позапартійний                                 | тимчасово не працює                                                               |
| Політична партія Всеукраїнське об'єднання «Батьківщина» |                                 |                       |                    |                                               |                                                                                   |
| 8                                                       | Мельник Наталія Ігорівна        | 02.11.2010            | вища               | член Всеукраїнського об'єднання «Батьківщина» | Барський вузол поштового відділення, оператор по пенсіях                          |
| 12                                                      | Нетупський Микола Йосипович     | 02.11.2010            | середня            | член Всеукраїнського об'єднання «Батьківщина» | Барське підприємство «Бартеплокомуненерго», майстер                               |
| 15                                                      | Беша Лідія Василівна            | 02.11.2010            | вища               | член Всеукраїнського об'єднання «Батьківщина» | Маньковецька загальноосвітня школа, завідувач навчальної частини                  |
| 17                                                      | Антонюк Наталія Андріївна       | 02.11.2010            | вища               | член Всеукраїнського об'єднання «Батьківщина» | Барський НВК «ДНЗ — загальноосвітня школа І-ІІ ст.», вчитель музики               |
| 18                                                      | Помилуйко Світлана Петрівна     | 02.11.2010            | середня            | член Всеукраїнського об'єднання «Батьківщина» | тимчасово не працює                                                               |
| 19                                                      | Інкелюк Володимир Анатолійович  | 02.11.2010            | середня            | член Всеукраїнського об'єднання «Батьківщина» | тимчасово не працює                                                               |
| Самовисування                                           |                                 |                       |                    |                                               |                                                                                   |
| 9                                                       | Білик Володимир Володимирович   | 02.11.2010            | вища               | позапартійний                                 | Барське районне управління статистики, начальник                                  |